# Championnats du monde de trampoline 1966
Navigation
Londres 1965 Londres 1967
Les 3e championnats du monde de trampoline ont eu lieu à Lafayette aux États-Unis du 29 au 30 avril 1966.

## Podiums
| Épreuves              | Or                                   | Argent                                         | Bronze                                                |
| --------------------- | ------------------------------------ | ---------------------------------------------- | ----------------------------------------------------- |
| Hommes                |                                      |                                                |                                                       |
| Trampoline individuel | Wayne Miller                         | Spencer Wiggins                                | Michael Budenberg                                     |
| Synchro               | États-Unis Wayne Miller David Jacobs | Afrique du Sud Spencer Wiggins Ian Mcnaughton  | Allemagne de l'Ouest Dieter Schultz Michael Budenberg |
| Femmes                |                                      |                                                |                                                       |
| Trampoline individuel | Judy Wills                           | Nancy Smith                                    | Sue Warne                                             |
| Synchro               | États-Unis Judy Wills Nancy Smith    | Allemagne de l'Ouest Helga Flohl Maria Jarosch | Afrique du Sud Sue Warne Charlene Paletz              |

## Tableau des médailles
| Rang | Nation               | Or | Argent | Bronze | Total |
| ---- | -------------------- | -- | ------ | ------ | ----- |
| 1    | États-Unis           | 4  | 1      | 0      | 5     |
| 2    | Afrique du Sud       | 0  | 2      | 2      | 4     |
| 3    | Allemagne de l'Ouest | 0  | 1      | 2      | 3     |